# بریلی
بریلی
شهر بریلی (به انگلیسی: Bareli) با جمعیت ۸۲۵٫۰۶۷ نفر در ایالت اوتار پرادش در کشور هند واقع شده‌است.